# Ротман, Христоф
Хри́стоф Ро́тман (Christoph Rothmann) — немецкий астроном и математик. 

## Биография
В 1577 году назначен придворным математиком при ландграфе Вильгельме IV Гессенском. Работал в астрономической обсерватории Вильгельма в Касселе. В 1590 году ездил к Тихо Браге на остров Вен. Pотман владел часами, устроенными знаменитым Бюрги, с особенным «вновь изобретенным» регулятором, в котором можно подозревать первое приложение маятника. Вместе с Бюрги составил каталог из 121 звёзд, причём в первый раз измерение времени служило средством определения мест звёзд. Эти наблюдения изданы Снеллием в Coeli et siderum in eo errantium observationes Hassiacae. Pотман указал на наблюдения Луны, как на средство определения долгот. Один из первых описал зодиакальный свет. Его сочинение Doctrina triangulorum осталось неизданным.
Ротман был сторонником гелиоцентрической системы мира, защищал её от критики Тихо Браге. На основании наблюдения движения комет одним из первых (еще до Тихо Браге) высказал предположение об отсутствии твёрдых небесных сфер.

## Эпонимы
В честь Христофа Ротмана назван кратер на Луне.